# سرگیفکا (شهرستان میاکینسکی، باشقیرستان)
سرگیفکا (انگلیسی: Sergeyevka, Miyakinsky District, Republic of Bashkortostan) یک شهرک در شهرستان میاکینسکی استان باشقیرستان کشور روسیه است.